# 秋田県道303号秋田昭和飯田川線
秋田県道303号秋田昭和飯田川線（あきたけんどう303ごう あきたしょうわいいたがわせん）は、秋田県秋田市から潟上市に至る一般県道である。

## 概要
当県道は全線が国道7号だった区間で、昭和バイパスが完成と同時に県道に変更され、起点・終点とも国道7号に接続する。JR東日本 奥羽本線に並行し、ほぼ直線道路で結ぶ。

### 路線データ
- 総延長 : 6.754 km[2]
- 実延長 : 3.738 km[2]
- 起点 : 秋田県秋田市金足大清水字堤下20番1（大清水交差点、国道7号交点）[3]北緯39度50分53.94秒 東経140度3分7.41秒
- 終点 : 秋田県潟上市飯田川飯塚字妙見145番（国道7号交点）[3]北緯39度54分19.49秒 東経140度4分34.24秒
- 未供用区間 : なし[2]

## 歴史
- 1981年（昭和56年）7月7日 - 国道7号の指定が解除され、秋田県道に認定される[3]。
- 2002年（平成14年）9月20日 - 国道101号バイパスが供用開始したのにともない、県道104号も経路の変更が行われ、当県道との交点および重複区間が昭和町大久保字阿弥陀堂60番1地先（乱橋交差点）に変更される[4]。

## 路線状況

### 重複区間
- 秋田県道104号男鹿昭和飯田川線（潟上市昭和乱橋・交点 - 潟上市飯田川和田妹川・交点）、3.016 km[2]
- 秋田県道229号古井内大久保停車場線（潟上市昭和大久保字街道下 - 潟上市昭和大久保字虻川境）、40メートル[2]

### 冬期閉鎖区間
- なし[5]

### 交通不能区間
- なし[6]

## 地理

### 通過する自治体
- 秋田市 - 潟上市

### 交差する道路
| 施設名         | 接続路線名                             | 備考                        | 所在地                                                                                   |
| -------------- | -------------------------------------- | --------------------------- | ---------------------------------------------------------------------------------------- |
| 大清水交差点   | 国道7号 （=国道101号・国道285号 重複） | 起点                        | 秋田市金足大清水字堤下                                                                   |
| 乱橋交差点     | 秋田県道104号男鹿昭和飯田川線          |                             | 潟上市昭和大久保字阿弥陀堂北緯39度51分39.69秒 東経140度3分33.97秒                        |
| 大久保交差点 - | 秋田県道229号古井内大久保停車場線      | 重複区間・県道104号重複区間 | 潟上市昭和大久保字街道下 潟上市昭和大久保字虻川境北緯39度52分17.46秒 東経140度3分52.65秒 |
| 和田妹川交差点 | 秋田県道104号男鹿昭和飯田川線          |                             | 潟上市飯田川和田妹川北緯39度53分5.73秒 東経140度4分25.3秒                                |
|                | 国道7号                                | 終点                        | 潟上市飯田川飯塚字妙見                                                                   |

### 沿線の施設など
県道104号重複区間
- JR東日本 奥羽本線 大久保駅
- 潟上市役所
- 潟上市役所 昭和庁舎
- 潟上市役所 飯田川庁舎
- 秋田中央保健所・中央福祉事務所

単独区間
- JR東日本 奥羽本線 羽後飯塚駅